# Маммут (спортивна група)
Mammut Sports Group — швейцарська компанія, що спеціалізується на виробництві альпіністського спорядження, туристичного одягу та аксесуарів. Заснована у 1862 році, вона є одним із провідних світових брендів у сфері outdoor-спорядження. Компанія виробляє широкий асортимент продукції для альпінізму, скелелазіння, лижного туризму та кемпінгу.

## Історія
Заснована у 1862 році в місті Дінтікон, Швейцарія, як маленька майстерня з виготовлення мотузок, компанія за довгі роки розвитку стала одним із лідерів у галузі outdoor-спорядження. Її засновником був Каспар Таннер, який спочатку виготовляв мотузки для сільськогосподарських потреб. Однак незабаром він помітив зростаючий попит на мотузки серед альпіністів і почав спеціалізуватися на виробництві продукції для альпінізму.
В середині XX століття компанія, орієнтуючись на потреби альпіністів, почала випускати нові продукти, серед яких були мотузки для скелелазіння та альпіністські інструменти. У 1949 році Mammut розробила першу мотузку для альпіністів, яка була стійкою до механічних пошкоджень, що підвищило безпеку альпіністів.
У 1970-х роках компанія почала активно розширювати свій асортимент, включивши нові категорії продукції, такі як кригоруби, карабіни, альпіністські рюкзаки та інші аксесуари. Mammut стала постачати професійним альпіністам не лише мотузки, а й весь набір необхідного спорядження. 
У 1980-х роках компанія зробила  важливий крок, представивши на ринку перші синтетичні мотузки, що були легшими та міцнішими, ніж традиційні мотузки з натуральних волокон.
В 1990-х роках компанія також почала виготовляти технічний одяг для альпіністів та туристів, зокрема спеціалізовані куртки та штани, які використовували передові мембрани, такі як Gore-Tex. Ці інновації зробили продукцію Mammut ще більш популярною серед активних людей, які шукають комфорт і захист під час складних погодних умов. Водночас компанія розширила асортимент взуття.
На початку 2000-х років компанія Mammut стала активно просувати свої продукти на міжнародні ринки, відкриваючи офіси та магазини в різних країнах. Вона також уклала партнерства з альпіністами, спортсменами та експедиціями, що сприяло підвищенню впізнаваності бренду. У цей період компанія зробила великий акцент на високоякісних рюкзаках, наметах та іншому спорядженні для кемпінгу, що дозволило їй залучити нову аудиторію серед любителів активного відпочинку та туризму.
У 2010 році Mammut була придбана компанією Conzzeta, що дозволило ще більше розширити масштаби бренду і зосередити зусилля на маркетингу та інноваціях. Під цим керівництвом компанія продовжила вдосконалювати свої продукти, зокрема в області сталого розвитку та екологічно чистих матеріалів.